# スジキリヨトウ
スジキリヨトウ（Spodoptera depravata）は、鱗翅目（チョウ目）ヤガ科スポドプテラ属に属する昆虫の一種。幼虫が芝を食害する害虫として知られ、時に「シバヨトウ」とも呼ばれる。

## 分布
ロシア沿海州、朝鮮半島、中国、日本全土に分布する。

## 形態
成虫の開帳は26～36mm。雄成虫のみ触角が櫛歯状になるため、雌雄の区別は容易である。
成熟した幼虫には淡褐色を基本とした体色の個体変異が見られる。背側に三本の白っぽい縦縞を示し、両側面の縞に沿って各体節ごとに黒い山型の紋様が伴うがこちらにも個体変異が見られる。

## 害虫として
前述したとおり、本種幼虫は食草として芝（シバ類）を主に摂食し、時にゴルフ場等で大発生することもあるため、芝の重要害虫として知られる。中でもシバを好み、相対的にコウライシバを食害することが比較的少ない。シバ以外にはアワやトウモロコシの摂食が知られている。年三化、あるいは四化であり、主に終齢幼虫で越冬する。
本種を含むスポドプテラ属 Spodoptera には農作物・園芸植物を栽培する上で重要な害虫とされる種が多数含まれる。上述のように本種もその例に漏れないが、たとえば同属のハスモンヨトウ Spodoptera litura やエジプトヨトウ S. littoralis 、ツマジロクサヨトウ S. frugiperda などの種が時に海を越えるほどの長距離の移動拡散を行うことで知られるのに対して、本種にはそのような高い移動能力は認められない。そのため日本に分布するスポドプテラ属の中では例外的に、分布域が東アジア温帯の比較的狭い範囲に限定されている。
雄成虫は雌のフェロモンに誘引されるが、本種の性フェロモンの成分は同定されており、幼虫への殺虫剤散布のほかに、人工的に合成されたフェロモン成分が本種の繁殖活動を撹乱・阻害し大規模な発生を防除するための農薬として使用される。